# Odontopera trapezoides
Odontopera trapezoides là một loài bướm đêm trong họ Geometridae.